# Žarko Domljan
Žarko Domljan (ur. 14 września 1932 w Imotskim, zm. 5 września 2020 w Zagrzebiu) – chorwacki filolog, redaktor i polityk, deputowany, w latach 1990–1992 przewodniczący Zgromadzenia Chorwackiego.

## Życiorys
W 1958 ukończył historię sztuki i anglistykę na Uniwersytecie w Zagrzebiu, doktoryzował się w 1973. W latach 1955–1957 grał w orkiestrze Chorwackiego Teatru Narodowego w Zagrzebiu. W 1958 podjął pracę w Jugosłowiańskim Instytucie Leksykograficznym, był tam edytorem, redaktorem naczelnym i zastępcą dyrektora. Zajmował się redagowaniem publikacji encyklopedycznych z zakresu sztuki. Pełnił funkcję redaktora naczelnego czasopisma „Život umjetnosti” (1969–1976), publikował prace poświęcone architekturze i urbanistyce. W 1987 przeszedł do pracy w instytucie historii sztuki.
W okresie przemian politycznych dołączył do Chorwackiej Wspólnoty Demokratycznej. W 1990 w pierwszych wielopartyjnych wyborach został wybrany do chorwackiego parlamentu, po czym objął funkcję przewodniczącego, którą pełnił do 1992, m.in. podczas ogłoszenia przez Chorwację w 1991 niepodległości. Zasiadał także w Zgromadzeniu Chorwackim kolejnej kadencji jako jego wiceprzewodniczący. Przewodniczył też wówczas komisji spraw zagranicznych i delegacji do Zgromadzenia Parlamentarnego Rady Europy. W połowie lat 90. zakończył aktywną działalność polityczną.

## Odznaczenia
- Wielki Order Króla Petara Krešimira IV (1995)[4]